# 井上優吏
井上 優吏（いのうえ、すぐり、2005年1月10日 - ）は、日本の俳優。京都市生まれ。
ピカロエンタープライズ所属。

## 出演

### テレビドラマ
- 大奥（2005年） - 長丸 役
- 日本史サスペンス劇場 女たちの忠臣蔵（2008年、日本テレビ） - 吉良綱憲 役
- 木枯らし紋次郎（2009年） - 長吉 役
- 水戸黄門 第40部 第19話（2009年、TBS） - 賢太郎 役
- 新春ワイド時代劇 寧々～おんな太閤記 第二部（2009年、テレビ東京） - 三法師 役
- 二十四の瞳（2012年、テレビ朝日） - 大吉 役
- ホゴカン 熱血保護司・村雨晃司の事件簿（2013年、テレビ朝日） - 神谷透 役
- 妻は、くノ一（2013年、NHK-BSプレミアム） - 三平 役
  - 妻は、くノ一 〜最終章〜（2014年、NHK-BSプレミアム） - 三平 役
- 雲霧仁左衛門 第1・3・4話（2013年、NHK-BSプレミアム） - 六乃助 役
- ぼんくら 第1 - 6話（2014年、NHK総合） - 十三 役
  - ぼんくら2（2015年、NHK総合） - 十三 役
- 最強のふたり〜京都府警 特別捜査班〜 第6話（2015年、テレビ朝日） - 片倉亮太（少年期） 役
- 子連れ信兵衛（2015年、NHK-BSプレミアム） - 松造 役
  - 子連れ信兵衛2（2016年、NHK-BSプレミアム） - 松造 役
- 小さな橋で（2017年、時代劇専門チャンネル×スカパー!）
- 科捜研の女17（2017年、テレビ朝日） - 浜野海斗 役
- FNS27時間テレビ 学ぶヒステリー劇場（2018年、フジテレビ） - 明治天皇 役
- 小吉の女房 第1・2話（2019年、NHK-BSプレミアム） - 小吉（少年時代） 役
- 少年寅次郎 第3・4・最終話（2019年、NHK総合） - 車寅次郎 役

### 映画
- 超高速!参勤交代（2015年）
- なまくら（2017年） - 主演・トメ 役
- 夕照の湖（2017年） - 主演・斎藤和人 役
- 本能寺ホテル（2017年）
- 輪違屋糸里（2018年）
- 燃えよ剣（2020年） - 八木為三郎 役